# Клюшниковский сельский совет
Клюшниковский сельский совет (укр. Клюшниківська сільська рада) — входит в состав
Миргородского района
Полтавской области
Украины.
Административный центр сельского совета находится в 
с. Клюшниковка.

## Населённые пункты совета
- с. Клюшниковка
- с. Андреевка
- с. Волки
- с. Гасенки
- с. Григоровка
- пос. Дибровка
- с. Зализняки
- с. Сохацкое
- с. Травневое
- с. Штомпели

## Ликвидированные населённые пункты совета
- с. Вязовое
- с. Новоселица